# Noemia simplicicollis
Noemia simplicicollis là một loài bọ cánh cứng trong họ Cerambycidae.